# 七宝寺 (大阪府能勢町)
七宝寺（ひちほうじ）は、大阪府豊能郡能勢町の妙見山に位置する日蓮宗の寺院である。山号は七面山。本尊は久遠実成本師釈迦牟尼仏。旧本山は京都本満寺、堺法縁。

## 歴史
元々は真言の行場であったとされ、1600年（慶長5年）頃から能勢頼次の外護の元に日乾とその一門によって能勢領内が教化されて法華経御題目が流布された。その後、1655年（明暦元年）に頼次の二男である能勢頼隆と涌泉寺の日悦の夢に出てきた七面大明神の逸話を元に「七面堂」を寄進。
以後「七面大明神鎮護の場」となったが、明治の廃仏段釈で荒廃を極め、1927年（昭和2年)に日光上人が入山し三宝に給仕し、1942年（昭和17年)に現在の日蓮宗より認可を得て新たな七面堂を建立し、1946年（昭和21年)に現在の七宝寺を創建した。
。
また七宝寺山内の中腹には像高10.6mの「摂津大仏」が安置されており、境内には数多くの石仏が存在する。

## 交通
京都交通 (舞鶴)「七面口」バス停より徒歩約10分。